# Piotr Niedbajło
Piotr Jemieljanowicz Niedbajło (1907-1974) – radziecki prawnik, ekspert w obrębie teorii państwa i prawa, profesor Uniwersytetu im. T. Szewczenki w Kijowie. Twórca wielu dzieł dotyczących teorii stosowania prawa, metodologii prawoznawstwa oraz kwestii roli państwa i prawa w zmianach społeczeństwa socjalistycznego. Doktor honoris causa Uniwersytetu Łódzkiego.